# Jean Grey
Jean Grey é uma personagem fictícia das histórias em quadrinhos publicadas pela Marvel Comics. Sua estreia nos quadrinhos foi em Uncanny X-Men #1 (1963). Ela não só é um dos membros originais que fundaram os X-Men, como também foi a primeira mulher a integrar a equipe, sendo hoje uma das personagens mais populares e poderosas dos quadrinhos. Além de ser um dos membros mais importantes do time, intitulada por diversas vezes como o coração do grupo, ela também se tornou eventualmente a maior telepata do Universo Marvel. Seu famoso codinome Fênix deve-se ao fato de ter sido a anfitriã e proprietária mais conhecida da entidade cósmica Força Fênix. Jean inclusive é referida até hoje como única, ressaltada como o avatar perfeito da entidade, capaz de assumir sua forma mais poderosa, a Fênix Branca da Coroa.

## Biografia

### Origem Traumática
Jean Elaine Grey é uma das filhas do professor de história do Colégio de Poetas, John Grey, e sua esposa, Elaine Grey. Quando nascida, ela teve sua alma esculpida desde o princípio para se tornar futuramente um avatar perfeito para entidade cósmica, Força Fênix. Jean viveu normalmente com sua família até seus 10 anos de idade, e possuía uma melhor amiga chamada Annie Richardson, com quem brincava constantemente na porta de casa. Sua vida então mudou completamente quando em um dia em que ambas estavam jogando frisbee, Annie atravessou a rua para pegar o disco desgovernado e foi atingida violentamente por um automóvel em alta velocidade. O impacto levou a melhor amiga a falecer enquanto estava nos braços de Jean, que traumatizada com a situação despertou precocemente seus poderes telepáticos latentes, fazendo com que ela acompanhasse mentalmente todo desespero e terror da amiga morta, sentindo sua morte na própria mente. Este trauma fez com que a psique de Jean fosse levada ao Pós-Vida, o que culminou em um grito psíquico da ruiva que atingiu todo cosmo, despertando a atenção da Força Fênix. Após isso, Jean entrou em depressão e veio tendo um aumento gradativo dos poderes, o que levava a mesma a ler pensamentos descontroladamente e perder o controle, liberando ondas telecinéticas destrutivas por onde passava. Contudo, ela decidiu viver por anos isolada de tudo e de todos em seu quarto.
Seus pais, desesperados, procuraram ajuda de astrólogos, psicólogos, psiquiatras, neurologistas, curandeiros, etc, até serem enfim indicados a levaram a jovem para ser tratada pelo Professor Charles Xavier. Consciente da situação de Jean, o telepata foi capaz de ajudá-la a superar o trauma mental de infância, logo explicando a ela (mas não aos seus pais), sobre sua condição mutante e oferecendo-a ajuda para desenvolver melhor seus poderes. O professor chegou a apresentar para garota a Mansão X e a máquina Cérebro, porém em uma dessas sessões de treinamento Jean foi capaz de se conectar mentalmente ao jovem Scott Summers mesmo a uma vasta distância que nem mesmo Charles conseguia alcançar, e ali ela manifestou pela primeira vez o poder da Força Fênix, para a surpresa e espanto de Xavier. Charles Xavier, vendo o vasto e oculto potencial telepático da jovem notou que ela ainda era imatura para lidar com esse enorme poder sem enlouquecer. Então para evitar isto, Charles criou uma série de barreiras psíquicas na mente da ruiva para bloquear seu acesso aos poderes telepáticos até estar madura o suficiente para controlá-los. Enquanto isso, ele focou seu esforço em ensinar a garota a desenvolver seu poder telecinético, e quando concluiu que ela havia dominado razoavelmente esse dom, sugeriu a seus pais que a matriculassem no Instituto Xavier Para Jovens Superdotados. Finalmente a ruiva foi escalada para a primeira formação dos X-Men, sendo a primeira mulher a integrar a equipe em aprendizado. Jean adotou o codinome de "Garota Marvel" (traduzindo literalmente: Garota Maravilha), participando com os X-Men de sua primeira missão oficial: enfrentar o poderoso mutante vilão Magneto.

### Garota Marvel
A ruiva desde que adentrou a equipe foi imediatamente cortejada e disputada por seus parceiros mutantes: Anjo, Ciclope, Homem de Gelo e Fera. Contudo as investidas enormes feitas pelo endinheirado Warren logo se mostraram incapazes de conquistar o coração da jovem, que na realidade se interessou secretamente pelo tímido Scott que pouco falava com ela por suas inseguranças pessoais. Jean e Scott passaram um longo tempo num "chove não molha" enquanto realizavam missões lado a lado enfrentando Magneto, a Irmandade dos Mutantes, entre outros. Quando os X-Men enfim se graduaram no Instituto Xavier, os pais de Jean decidiram transferi-la para Universidade Metropolitana, devido a isso ela manteve-se um pouco mais distante da vida de super-heroína e acabou se envolvendo amorosamente com o atlético Theodore Roberts.
Ela eventualmente voltou para os X-Men, sendo sua volta marcada pelo momento em que Charles Xavier liberou Jean das barreiras psíquicas que a impediam de usar seus poderes telepáticos por reconhecer seu amadurecimento, assim como pela situação em que ele decidiu confiar somente a ela manter o segredo de sua "morte" forjada para que pudesse cuidar de outros problemas. Agora, a tarefa de coordenar telepaticamente os X-Men cabia a ela, que aprendeu a usar o Cérebro para assumir a posição. Após isto, no entanto, Jean junto aos demais X-Men foi instruída pelo agente da FBI, Frederick Duncan, a se dispersarem. Esse período foi onde a ruiva arranjou um emprego como modelo e assumiu seus sentimentos por Scott Summets, iniciando oficialmente o namoro de ambos. Os X-Men acabaram voltando a se reunir para enfrentar novas ameaças, como Mesmero. Enfim também houve o retorno de Charles Xavier, revelando para todos a verdade por trás de sua "morte" e unindo a equipe de vez.
Adiante, Jean participou de uma missão espacial colaborativa entre os X-Men e o Quarteto Fantástico para enfrentar a raça alienígena Z'Nox, sendo sua presença no espaço rapidamente notada pela Força Fênix, que se aproveitou disto para "escanear" a jovem, tocando seu subconsciente e percebendo seu potencial ilimitado.
Quando voltou ao planeta, a ruiva foi capturada juntamente com seus parceiros de equipe pela ilha mutante conhecida como Krakoa. Vendo isto, o professor Charles Xavier montou uma nova formação dos X-Men despreparada e os enviou para tentar resgatá-los, o que acabou resultando em uma tragédia com quase todos da nova formação sendo mortos. Contudo, em uma segunda tentativa, Xavier reuniu alguns mutantes de várias partes do planeta para nova formação, incluindo Banshee, Solaris, Wolverine, Pássaro Negro, Noturno, Colossus e Tempestade, sendo bem sucedido no objetivo de salvar a todos.
Apesar disto, Jean, juntamente com os demais integrantes da antiga formação dos X-Men, aproveitaram que havia uma nova formação e decidiram abandonar a equipe para viverem suas próprias vidas por um tempo, ficando somente Ciclope para liderar os novatos nas próximas missões. Jean e Ciclope nesse tempo permaneceram namorando, o que manteve ainda a ruiva conectada de alguma forma a equipe, e, devido a isso, Wolverine desenvolveu um forte interesse amoroso pela mesma. Além disso, Jean desenvolveu um forte vínculo de amizade com Tempestade (que mais tarde viria a se tornar sua melhor amiga) e passou a dividir um apartamento com outra amiga, Misty Knight.

### Fênix
Após Jean ser convidada por Scott para um jantar romântico no período de Natal, ambos acabam sendo vítimas de um ataque de Sentinelas, que infelizmente capturam a Garota Marvel. A ruiva acaba sendo levada até uma estação espacial, onde descobre que não só ela, como também Charles Xavier, Banshee e Wolverine foram atacados e sequestrados pelos Sentinelas, sob ordens de ninguém menos que Steven Lang, um cientista determinado a exterminar a raça mutante. Felizmente eles conseguem se soltar e são agraciados com a ajuda dos demais X-Men que chegam para resgatá-los. Embora o time de mutantes vença a batalha contra os novos protótipos de sentinelas e acabem com o cientista, eles agora lidam com o dilema de voltar para seu planeta em segurança, já que a nave em que se encontram está extremamente danificada depois da batalha e uma tempestade solar letal se aproxima a cada segundo. Enquanto o piloto da nave espacial explica a situação e declara sua descrença em sobreviverem, Jean Grey usa sua telepatia para adquirir os conhecimentos do mesmo, se auto-responsabilizando pela tarefa de pilotar a nave e levar todos em segurança para Terra usando sua telecinese para criar campos de força e resistir a radiação solar. Seu então namorado, Ciclope, até tenta a impedir alegando que seria loucura, mas acaba sendo mentalmente nocauteado pela mesma, que também não muda de planos quando é contestada por Wolverine. Jean logo se despede de sua melhor amiga, Tempestade, e pede que todos fiquem na cabine detrás para que ela possa manter todos em segurança enquanto pilota.
A Garota Marvel inicialmente resiste a viagem espacial enquanto Ciclope grita desesperado por ela, mas rapidamente ela percebe que seu poder não é o suficiente para sobreviver e salvar seus amigos, começando a sofrer fortes efeitos colaterais pela radiação. Jean entra em pânico e clama por socorro, sendo então surpreendida pela aparição repentina de uma entidade cósmica que se oferece para salvar a jovem e todos presentes na nave espacial desde que a ruiva aceite ela: a Força Fênix. Embora assustada, Jean aceita a proposta sem pensar duas vezes e deixa que a entidade toque seu subconsciente. Isso permite que a entidade cósmica adquira a personalidade e memórias da ruiva, bem como assuma a forma física dela, se tornando uma duplicata da jovem. Contudo, o corpo verdadeiro de Jean é envolvido em um casulo regenerativo para se recuperar dos danos enquanto a Fênix se passa pela jovem, apoderando-se de sua identidade. A nave espacial logo chega ao planeta Terra e atinge com tudo a Baía Jamaica em Nova Iorque, porém todos os tripulantes saem sãos e salvos, incluindo os X-Men, que notam a ausência de Jean e acreditam na morte dela. Quando todos, menos Scott, já perderam as esperanças, enfim a água aquece e borbulha, emergindo dali uma reluzente "Jean Grey" de traje novo e se auto-proclamando "Fênix", para o espanto de todos (que naquele momento acreditaram que aquela ali fosse a verdadeira Jean Grey, sendo que a verdadeira ainda estava num casulo no fundo do oceano).
Embora os X-Men tenham ficado extremamente incrédulos ao ver que "Jean" não somente estava viva, mas também com uma personalidade mais destemida e poderes absurdamente inacreditáveis, a Fênix conseguiu manter a narrativa de que era Jean Grey ao manifestar conhecimento das memórias e personalidade da ruiva, agindo da mesmíssima forma que ela agiria com seus amigos e também com seu interesse amoroso, o que gradativamente fez com que todos ignorassem essas dúvidas e incertezas.
A Fênix rapidamente se recuperou do incidente espacial e voltou para o apartamento onde estava morando, reunindo-se com seus pais para apresentar sua nova moradia sob a presença de sua colega de quarto, Misty Knight, e de Charles Xavier. Entretanto, durante a agradável e sigela conversa, eles foram surpreendidos com a aparição repentina da grande imperatriz do Império Shi'ar, Lilandra, assim como por um inconveniente ataque de um dos arautos de Galactus, o Senhor do Fogo. Todavia, a Fênix não teve opção se não revelar seus poderes bem na frente de seus pais para encarar a batalha, o que acabou destacando os níveis absurdos de seu poder ao notoriamente humilhar o poderoso arauto (que anteriormente havia derrotado todos X-Men e até mesmo outros grandes heróis como Thor ). Apesar da vitória, ela não foi suficiente para impedir o sequestro da princesa Lilandra, que acabou sendo levada através de um portal que se fechou. A Fênix, no entanto, voltou a destacar seu poder imensurável ao abrir um novo portal para o mesmo destino em que a imperatriz fora levada, buscando resgatá-la. Enquanto isso, os pais de Jean permaneceram em choque com toda situação tentando compreender o que tinha acontecido.
Adiante, "Jean" e os demais X-Men acabam atingindo um planeta desconhecido e se deparam com uma grande confusão envolvendo a Imperatriz Lilandra, o Imperador D'ken e a Guarda Imperial Shi'ar, tudo por conta do nexo das realidades conhecido como Cristal M'Kraan. Isso porque a princesa se opôs ao plano de seu irmão de tentar adquirir o poder do lendário artefato para si (uma vez que sabia que isso resultaria na destruição de toda existência), e devido a isso, ela acabou sendo declarada sua inimiga e uma fugitiva do império. O então Imperador D'ken deu início a uma caçada atrás de sua irmã, querendo usá-la de sacrifício para alimentar o demônio conhecido como Devorador de Almas, mas Lilandra foi até o planeta Terra pedir ajuda dos X-Men, o que culminou em todos acontecimentos que levaram todos até ali. Avaliando toda situação, os X-Men ordenam que libertem a princesa, o que não é assentido pelo imperador e consequentemente dá início a uma batalha entre os X-Men e a Guarda Imperial Shi'ar. Felizmente a imperatriz acaba sendo salva durante a confusão, e os X-Men recebem o inesperado apoio dos Piratas Siderais na luta. O que não se esperava era que durante tudo isto, a Fênix, usando sua telepatia, descobriria que o líder dos Piratas Siderais, Corsário, era ninguém menos que o pai de Ciclope, algo que ela não revela ali devido as condições do momento em que se encontravam.
Apesar de todo o alvoroço ocorrendo, todos são abruptamente interrompidos quando o poder absoluto do Cristal M'Kraan começa a se alastrar e causar rupturas em toda a realidade, o que é visto e temido inclusive por outras famosas equipes de super-heróis que se encontram no planeta Terra, como o Quarteto Fantástico e os Vingadores. Além disso os X-Men, Piratas Siderais e a Guarda Imperial Shi'ar se deparam com a aparição de dois guardiões da joia rosada, que acabam atacando-os impiedosamente para impedir que qualquer um atingisse o nexo das realidades naquele instante. Entretanto, o lendário Cristal M'Kraan acaba de forma inusitada transportando todos presentes ali para dentro dele, logo em seguida aprisionando todos mentalmente e os fazendo viver seus piores pesadelos. Contudo, "Jean" não sofre com o ataque já que seu pior pesadelo era a morte, e devido aos eventos recentes, ela superou esse medo. Scott por outro lado é assombrado e acidentalmente começa a disparar rajadas ópticas constantes. A Fênix acaba atordoando telepaticamente Ciclope para que ele pare, mas não antes de ele atingir o "coração" do artefato e abrir grandes rachaduras no mesmo. Curiosamente a Fênix sente uma conexão inexplicável com o coração do Cristal M'Kraan e adentra o mesmo, lá ela começa a ter a visão do que irá acontecer caso o artefato não seja reparado: ele se tornaria um grande buraco negro que iria engolir num piscar de olhos todos seres, planetas, estrelas, sistemas solares, galáxias, mega-galáxias e universos para dentro de si, causando o fim de toda existência. Assumindo o papel de evitar esse destino amargo, a entidade sob a forma de Jean e com ajuda da força de vida e espírito dos X-Men, usa todo seu poder avassalador e espalha-o por toda existência, salvando tudo e todos ao concertar não somente o Cristal M'Kraan, como também toda quebra de realidade causada por ele. Após esse feito inacreditável, a Fênix enfim retorna com os X-Men para seu apartamento através de um portal criado por ela, finalmente conseguindo um merecido descanso depois de todo este caos.

### Fênix Negra
Sem treinamento adequado para lidar com tanto poder, Jean passou a lutar contra a Fênix constantemente e obteve certo sucesso, até que caiu vítima dos ardis do Mestre Mental, um mutante dotado de poderes ilusógenos. O mestre tinha o intuito de corromper a alma de Jean, transformando-a em Rainha Negra do Círculo Interno do Clube do Inferno, uma instituição fechada, cujos sócios eram as pessoas – mutantes ou não – mais ricas do mundo. Com seu lado negro e faminto, a agora Fênix Negra tomou conta do corpo de Jean que, mesmo se livrando do controle do mestre, cometeu atos inimagináveis, como a destruição do Sistema Solar de D'bari, que culminou na morte de cinco bilhões de seres. Graças à intervenção do Professor Xavier, Jean recuperou o controle de suas emoções, mas fora declarada uma ameaça espacial pelo Império Shiar. Em uma batalha para decidir seu destino, os X-Men foram levados a lutar com a Guarda Imperial Shiar. Sumariamente derrotados, Jean acabou cometendo suicídio quando percebeu que seu lado negro estava se levantando novamente (eventos mostrados em A Saga da Fênix Negra, um marco dos quadrinhos).

### X-Factor
Jean havia morrido, ou assim se pensava. Meses depois do suicídio de Jean na lua, um casulo foi encontrado no fundo da Baía Jamaica e dentro dele estava o corpo de Jean Grey. Testes genéticos e psíquicos atestaram que aquela era, sem sombra de dúvidas, a verdadeira Jean.
Logo Jean foi resgatada de seu estado e "renasceu das cinzas". Com seus poderes telepáticos perdidos, mas os telecinéticos mais fortes do que nunca, Jean se reuniu aos X-Men originais e fundou o X-Factor, com o intuito de ajudar os mutantes ao redor do mundo. Na época, o Instituto Xavier estava sob a direção de Magneto, e Jean e os outros se recusaram a voltar para a escola. Esse retorno aconteceria somente depois que o Professor Xavier, (que havia novamente viajado pelo espaço com os Piratas Siderais, para se curar de uma doença utilizando a tecnologia Shiar) voltasse à Terra.

### X-Men Azuis & X-Men Dourados
Depois disso, Jean passou por várias experiências após retornar para os X-Men, o que incluiu seu casamento com Scott e uma viagem a um futuro alternativo para ajudar a criar Nathan Summers, o Cable, filho de Ciclope com Madelyne Pryor (clone de Jean com quem ele havia se casado, na época em que pensava-se que ela estava morta). Lá, Jean encontrou sua filha com Scott de um futuro alternativo, Rachel Summers. Em sua homenagem, ao voltar para o presente, ela voltou a usar o nome Fênix. Ao longo dos meses, Jean sofreu várias perdas, incluindo a suposta morte de Scott em uma batalha com o mutante Apocalipse. Após retornar, Scott tornou-se alguém muito frio em seu relacionamento (devido a experiência de ter se mesclado com Apocalipse, que lhe mostrou o lado mais negro de sua alma), questionando os sentimentos pela esposa. A frieza abriu caminho para Logan (que desde que a conheceu, tem interesses não disfarçados por ela) instalar-se, timidamente, em seu coração.

### Novos X-Men
Mais recentemente Jean assumiu a posição de diretora do Instituto Xavier e foi revisitada pela Força Fênix. Seguindo um ataque aos X-Men por um mutante chamado Xorn, fazendo-se passar por Magneto, Jean e Logan caíram vítimas de um ardil do vilão controlador do magnetismo, que prendeu os dois no Asteroide M, que foi lançado em direção ao Sol. Não tendo esperança de sobrevivência e querendo poupar sua colega de equipe de mais esse sofrimento, Wolverine, aparentemente, matou Jean, desencadeando a consciência da Fênix dentro dela e ressuscitando-a. Retornando à Terra, Jean, com o poder da Fênix, opôs-se ao falso Magneto e foi morta por um golpe enorme causado por um pulso eletromagnético letal. Pela segunda vez, os X-Men tiveram que enterrar um de seus mais valorosos membros.
Recentemente a Força Fênix renasceu e, após ser atacada por um cruzado de guerra Shiar, ela, desorientada, procura Jean Grey na Terra. Encontrando-a morta, ressuscita-a. Com a ajuda dos X-Men, Jean derrota a nave Shiar e ascende para Fênix Branca, indo para o espaço procurar as demais porções da Força-Fênix, espalhadas no cosmo após o último ataque Shiar.

### Jean Grey - A Fênix
Após ter cometido o suicídio na lua como Fênix Negra, a parcela da consciência de Jean Grey que tinha se ligado com a Força Fênix acordou na pós vida Alterlife (um reino chamado mais tarde de "a Sala Incandescente"). Jean encontrou-se no alto de uma torre flutuando em um espaço exterior parecido com um domínio (esfera ou reino), perguntando-se porque não estava morta. Vestida em um traje de Fênix Branca, Jean pergunta a si mesma se há três fases da Fênix: Verde (a boa), Vermelha (a má), e Branca, cujo significado não descobriu. Depois Jean é visitada pela própria Morte que se manifesta como um trabalhador da construção cósmica. A Morte tem torres construídas na pós vida para abrigar as almas de vítimas da Fênix Negra. Jean também revive a experiência da destruição do sistema de D'Bari do ponto de vista das vítimas. A morte diz a Jean Grey que estava destinada a se tornar Fênix para consertar o Cristal M’Kraan e que, se ela e a Fênix não estivessem bem intencionadas uma com a outra, então elas poderiam não ter se alcançado. A Morte diz-lhe que suas percepções e imaginação influenciaram a Fênix e que ela pertence à Fênix por direito e um dia virá a pertencer a seus filhos. A morte instrui Jean a retornar à vida para viver e aprender. Jean e suas energias de Fênix vão para o corpo original de Jean no casulo e à Madelyne Pryor no laboratório do Sinistro.
Anos mais tarde, Jean Grey revisita sua experiência como Fênix Branca interagindo com a Morte quando a máquina Prosh recruta ela e alguns outros para uma missão especial, a fim de lutarem com The Stranger (O Desconhecido). Uma parte da missão incluiu rememorar os momentos chave em seu passado para aprender introspecções novas. Então, Jean Grey acorda na pós vida, no traje branco e dourado da Fênix, sendo cumprimentada pela Morte. Explica que ela foi uma das poucas pessoas que estivera ali duas vezes, ainda que, para ela, a primeira e a segunda vezes tenham ocorrido ao mesmo tempo e que, na primeira vez, tenha sido tecnicamente como a Fênix. A Morte repete que Jean e a Fênix escolheram uma a outra. Diz que Jean desejou o poder quando tocou na Fênix. A morte explica que seu desejo assustou as forças fundamentais do universo, porque ela é uma humana mutante com potencial ilimitado para o crescimento. Um dia aqueles como ela podiam vir a substituir as forças fundamentais do universo.
Alguns anos mais tarde, após ser morta em batalha, Jean Grey renasce de um ovo da Fênix muitos anos no futuro. As bactérias ancestrais e más chamadas Sublime procuraram usar seu poder para controlar toda a criação. Assim que realiza sua missão de desinfetar o mundo de Sublime, Jean Grey ascende a Sala Incandescente e absorve a realidade futura nela. Na Sala Incandescente, Jean apareceu com o traje branco e dourado da Fênix e foi consultada pela consciência da Fênix como uma Fênix Branca da Coroa. Jean tinha sentido como estava “eu tinha de consertar alguma coisa que estava morrendo”, mas a Consciência da Fênix disse que teve “a concentração perdida lá”. Encontrando com outros avatars da Fênix, Jean foi incitada a deixar seu universo morrer, mas decidiu-se curá-lo. Com alguma orientação da Consciência da Fênix, Jean põe seu universo na palma de suas mãos e decide criar um futuro novo, incitando Scott para continuar a escola de Xavier e seu relacionamento com Emma Frost.
Em meses recentes, a Força Fênix foi reconstituída antes de seu tempo e foi atacada por um cruzador de guerra Shi'ar e em consequência, muito de seu poder foi estilhaçado através da galáxia. O Shi'ar tinham também esperado em matar Jean Grey a quem se referem às vezes como a hospedeira da Fênix, coração, e como Fênix. A Força chega na terra, descobre que Jean está morta, e faz algo para ressuscita-la a força. Entretanto, tudo se torna terrivelmente errado, como nem Jean nem a Fênix estão preparadas inteiramente para renascer, e em consequência, a Força Fênix se torna insana, uma vez a mais transformando-se na Fênix Negra. Jean percebe quais coisas estão erradas e que elas deveriam estar na Sala Incandescente e que a Força está “doente, cega, e esqueceu”.
Os X-Men formulam um plano para conter a Fênix, mas a questão torna-se complicada com a chegada de Quentin Quire, também conhecido com Kid Ômega, que quer usar a Força Fênix para ressuscitar Sophie, uma das Stepford Cuckoos, que morreu tentando impedi-lo de assumir o Instituto Xavier. Além disso para piorar a situação o grupo do cruzador Shi'ar que atacou a Fênix está a caminho da Terra. Seu plano é destruir a Força enquanto ela estiver fraca e incompleta.
Eventualmente os X-Men perseguem a Fênix ao Polo Norte, onde Wolverine tenta matá-la diversas vezes, inutilmente. Wolverine pergunta se ela é a Jean ou a Fênix e ela responde “sou sempre Jean e sempre a Fênix”. Depois que Jean recupera o controle e se sela a si mesmo no gelo, a Fênix faz Ciclope de prisioneiro e usa suas rajadas óticas, como meios de reintegrar sua força. A Rainha Branca, em uma tentativa de subjugar a Força, diz-lhe que o Ciclope já não ama Jean, consequentemente já não ama a Fênix, ambas as duas. Mas se oferece como uma hospedeira para Fênix, quem aceita e o Ciclope se prende junto Emma rapidamente em uma unidade de contenção, o ovo da Fênix, criada pelo Fera.
Mas então Quentin Quire entra em cena, pretendendo romper a unidade e tomar a Fênix para si, para trazer Sophie de volta. Enquanto isso, dentro do ovo da Fênix, a Rainha Branca está sendo consumida dentro pelo tremendo poder da Fênix. Por ela não ser um “mutante nível Ômega” como Jean é, ela é incapaz do servir como sua hospedeira por muito tempo. Como Quentin rompe o ovo, reivindica a Fênix e usa seu poder retornar Sophie à vida, somente para ser rejeitado por ela e ele se reverter novamente a um corpo sem vida. Esta prova ser a última gota para a Força, que pretende destruir o planeta, mas então Jean emerge do gelo e luta contra ela. A Fênix está chocada que Jean foi capaz de tal façanha sem seu poder, a que responde "eu sou você. Não lembra? Agora saia deste corpo idiota!"
Jean separa a Fênix e a Rainha Branca uma da outra à força, dizendo que ela sabe que a força está confusa, mas que na Sala Incandescente, quando todas suas partes estiverem juntas de novo, ela via entender. A Fênix reconhece que elas são uma. As duas se fundem novamente, mas a estabilidade mental da Fênix continua a deteriorar-se. O Ciclope instrui a rainha branca e as Stepford Cuckoos a ligar telepaticamente todos os X-Men da terra e conectá-los todos a Jean e a Fênix. O suporte emocional e o amor que elas sentem dos amigos e da família de Jean são mais do que bastante para restaurar a sanidade da Fênix isto é mais do que provado quando Jean cria um traje novo para si (um branco e dourado) e torna-se a Fênix Branca.
Entretanto, enquanto isto acontece, o cruzador de guerra Shi'ar cria um horizonte de eventos acima do Polo Norte, qual aniquila todos eles. Mas então Ciclope encontra-se em outro lugar com Jean antes dela como a Fênix Branca. Ele diz a ela para encontrar a si mesma – seus pedaços, e uma vez fazendo isto então, ela vai saber o que fazer. Jean tinha-os conservado todos. Mas não antes que a tinham conservado. Jean pede para ver seus olhos antes dela ir e ele obedece, banhando a ambos com seu poder ótico. Jean diz adeus e ele se encontra e os outros X-Men, vivos e bem no gelo. Jean salvou todos eles. Mas não antes deles a salvarem.
Agora viva uma vez mais como a Fênix Branca, Jean está retornando para a Sala Incandescente para começar a tarefa de encontrar os fragmentos perdidos da Força Fênix que ainda permanecem dispersados através do espaço.
Jean como Fênix Branca tem total controle da Fênix, sendo assim a Fênix nunca mais sairá de seu corpo quando Emma Frost fez na saga A Derradeira Canção da Fênix. Jean se tornou não somente Fênix, mas a Força Fênix encarnada, sendo a única a não ser descartada, e única com potencial ilimitado. Fênix se unifica a Jean, Jean é a Fênix e as duas nunca mais se separarão.

### Outras versões
Existe uma outra versão da História de Jean Grey e a Fênix, diferente das histórias originais. Jean cai na Força Fênix e é possuída por ela, conseguindo controlar a Fênix. Mas em outra história, Jean já tem a Fênix em seu corpo, pois possui duas personalidades: um lado do bem e outro do mal. O lado do mal seria seu lado adormecido, e desconhecido por todos, o demônio da Fênix. Essa história foi usada em alguns quadrinhos e principalmente no filme X-Men 3: O Confronto Final, onde Jean retorna após uma suposta morte, porém, agora, transformada no demônio da Fênix (Fênix Negra). Nesta versão, a Fênix pode ser descrita como um demônio, já que a aparência de Jean muda, seus olhos ficam negros com fogo, sua pele escurece, seus cabelo ficam mais escuros, sua pele se enche de veias e seu corpo ganha mais força.

### A Ressurreição da Fênix
É descoberto que Jean está viva e que está vivendo em um deserto no Novo México, levando uma vida de mentira ao lado de ilusões de sua família e amigos. O velho Logan, ciente do que estava acontecendo, ajudou Jean a retomar consciência após abrir a garganta de Annie, amiga de infância de Jean, cuja morte em um acidente de carro fez os poderes da mutante se manifestarem pela primeira vez. Ciente do que estava acontecendo, Jean destruiu as ilusões. A Fênix, para tentar coagir Jean a voltar para ela, trouxe Scott de volta a vida — porém Jean precisou escolher entre voltar a ser a Fênix e deixar Scott vivo, ou recusar a Fênix e deixar Scott morrer novamente. Jean então escolheu a segunda opção, se despediu de Scott com um beijo e disse que nunca o esqueceria. No último momento, a Fênix tentou convencer Jean de que elas deviam estar juntas. Ela argumentou que juntas poderiam ser deusas, transcenderem no espaço, caminharem juntas ou tornar-se o melhor delas. Jean recusou, dizendo que a Fênix não pode mais protegê-la, que ela precisa sentir a dor e a perda. A Fênix continuou a insistir que elas deveriam se unificar novamente, mas Jean manteve-se firme em sua escolha e disse que a Fênix deve se mover sem ela e a esquecer. Entristecida, a Fênix diz adeus a Jean e desaparece. Depois disso, Jean chora por tudo que aconteceu, é amparada pelos X-Men e assim se inicia uma nova trajetória em sua vida.

### Relacionamentos e familiares
Jean Grey já foi desejo de alguns X-Men famosos como Anjo e Wolverine. Durante muito tempo foi esposa de Scott Summers, com quem teve Rachel Summers, uma filha num futuro alternativo. Mas por seu relacionamento estar meio morno, Scott flertou com Emma Frost, o que levou Jean para os braços de Logan, num flerte de curta duração.
Seus pais se chamam John e Elaine. Sua irmã Sara foi morta pelo vírus tecnorgânico durante a Saga Aliança Falange, deixando um casal de filhos (Gailyn e Joey Grey), provavelmente mutantes. Além destes, possui diversos tios e primos, dada a extensão da família Grey.

## All New X-Men
Estes eventos são após a guerra dos Vingadores vs X-Men. Desta vez, Jean foi trazida do passado junto com os outros X-Men originais: Fera, Anjo, Homem de Gelo e Ciclope (todos na fase final da adolescência) pelo Fera (do presente), a fim de impedir que Scott cometa um genocídio mutante. Depois de passarem por vários desafios e até mesmo confrontos com os seus "eu" futuro, acabam por descobrir que não podem voltar a sua época (mesmo se quisessem). Jean até então não foi tocada pela Fênix, mas demonstra ter um enorme aumento em suas capacidades, tanto telepáticas quanto telecinéticas, ao ponto de descobrir novas habilidades, como combinar seu poderes e transformar em energia psíquica.

## Poderes e habilidades
Jean Elaine Grey é uma mutante de nível ômega – atualmente confirmado pela editora numa lista oficial dos novos mutantes ômegas – possuindo duas (consideravelmente três) mutações telepáticas. Jean, ainda criança, passou por um raro caso da manifestação do Gene X, visto que normalmente as mutações só despertam-se na adolescência - e/ou efeitos da puberdade. Ao presenciar o traumatizante momento da morte de sua melhor amiga Annie Richard, a pequena Jean desperta a empatia; a capacidade de ler, interpretar, assimilar e intensificar emoções, humores e semelhantes, podendo sentir as emoções e o que Annie estava sentindo antes mesmo de falecer. Atualmente, Jean Grey é a telepata mais poderosa do mundo, telepata; telecinética e empata ômega, sendo possivelmente ao lado de Magneto a mutante mais poderosa do universo.

### Empatia
Jean é uma poderosa empata, pois ela pode sentir e manipular emoções de outras pessoas, como mostrado quando sentiu sua amiga Annie Richardson, enquanto estava morrendo lentamente quando seu poder emergiu. Jean também pode conectar a mente das pessoas aos sentimentos dos outros e fazê-los sentir a dor que infligiram. Jean Grey é uma empata ômega.

### Telepatia
Quando seus poderes se manifestaram, Jean foi incapaz de lidar com suas habilidades telepáticas, forçando o professor Charles Xavier a suprimir completamente o acesso a ela. Em vez disso, ele escolheu treiná-la no uso de suas habilidades psicocinéticas, enquanto permitia que a telepatia crescesse em sua velocidade natural antes de reintroduzi-la. Quando o professor se escondeu para se preparar para o Z'Nox, ele reabriu as habilidades telepáticas de Jean, que foram inicialmente explicadas pelos escritores como Xavier 'compartilhando' parte de sua telepatia com ela. 
O Manual das Mulheres da Marvel: Comemorando as Sete Décadas detalhava as habilidades telepáticas de Jean:

Como [uma telepata de nível ômega], Jean Grey pode detectar e ler os pensamentos dos outros, projetar seus próprios pensamentos em outras das mentes, formar laços psíquicos com outros seres, controlar mentes dos outros para manipular suas funções físicas, atordoar mentalmente os oponentes com raios de pura força psiônica, criar ilusões mentais quase perfeitas e projeta sua mente e a mente dos outros no plano astral.

Jean também é um dos poucos telepatas habilidosos o suficiente para se comunicar com animais (animais com alta inteligência, como golfinhos, cães, e corvos). Como efeito colateral de sua telepatia, ela tem uma memória eidética. Jean foi capaz, por meio de terapia telepática com a comatosa Jessica Jones, conceder imunidade a Jessica às habilidades de controle mental do Homem Púrpura, apesar de seus poderes serem de natureza química e não psíquica. Quando Jean absorveu Psylocke com os poderes telepáticos especializados, sua própria telepatia foi aumentada a ponto de poder manifestar fisicamente sua telepatia como um pássaro de fogo psiônico cujas garras poderiam infligir danos físicos e mentais. Ela desenvolveu brevemente uma forma de sombra psíquica como a de Psylocke, com um emblema de Phoenix dourado sobre os olhos, em vez da marca Aurora Rubra possuída por Psylocke. Jean perdeu brevemente sua telecinesia para Psylocke durante essa troca, mas suas habilidades telecinéticas mais tarde voltaram na íntegra e em um nível muito mais forte do que antes. Mais tarde, foi declarado que Jean é uma telepata no nível Ômega.

### Telecinese
Jean possui um alto nível de habilidade telecinética que lhe permite levitar psionicamente e mover-se rapidamente sobre todo tipo de matéria animada e inanimada. Ela pode usar suas habilidades telecinéticas em si mesma ou em outras pessoas para simular o poder de voo ou levitação, estimular moléculas para aumentar o atrito, criar campos de força protetores a partir da energia psicocinética ou projetar sua energia telecinética como força puramente concussiva. Os limites externos de seu poder telecinético nunca foram claramente estabelecidos, embora ela fosse capaz de levantar aproximadamente cinquenta toneladas de entulho sem esforços. Atualmente, Jean Grey com ajuda da Força Fênix é uma telecinética indefinidamente ômega e seu poder é de nível atômico e molecular com grande capacidade de teletransporte, ressurreição, imortalidade, longevidade, geração de matéria, geração elemental e telecinese elemental.

### Síntese de energia psíquica
O eu mais jovem de Jean, que havia sido trazido do passado para o presente por um Hank McCoy mais velho, acabou encontrando um uso inteiramente novo de seus poderes, separado da Força Fênix. A adolescente Jean aprendeu que tem a capacidade de aproveitar a energia psíquica ambiental e canalizá-la em poderosas explosões de força, que são uma combinação de sua telepatia e telecinesia. Sua potência é tal que ela pode igualar e dominar os gostos de Gladiador, magistrado dos Xiitas, com relativa facilidade. Ao usar essa habilidade, o corpo inteiro de Jean brilha com energia psíquica rosa, obscurecendo sua forma humana. Mais tarde, a Jean Grey adulta pôde adquirir telepaticamente os aprendizados da "Jeanzinha", pouco antes da sua versão mais jovem retornar a sua época.

#### Armas telecinéticas
Sob a tutela de Psylocke, a Marvel Girl adolescente aprendeu a capacidade de criar armas psiônicas que danificam um alvo tanto fisicamente, mentalmente ou ambos em algum momento. Ela mostrou habilidade na construção de vários tipos de armas psiônicas que diferem em tamanho, comprimento e poder que ela usa em combate.

### Força Fênix
O relacionamento entre Jean Grey e a Força Fênix (e a natureza dos poderes que ela possui) é retratado de várias maneiras ao longo da história do personagem. Na trama inicial da Fênix sendo uma manifestação do verdadeiro potencial de Jean, esses poderes são considerados seus, como parte do desejo de Claremont e Byrne de criar "a primeira super-heroína cósmica". No entanto, desde o retcon da Fênix como uma entidade separada de Jean Grey, as representações desses poderes variam; estes incluem Jean sendo um dos muitos anfitriões da Fênix e "emprestando" seus "poderes da Fênix" durante esse período, sendo um hospedeiro exclusivo da Fênix, e sendo um dos hospedeiros da Fênix. Em muitas versões a Fênix escolheu Jean Grey como hospedeiro devido seus poderes telepáticos e telecineticos avançados de nível Alpha. Mais tarde, ela é descrita como a única atualmente capaz de manter o título de "Fênix Branca da Coroa" entre os muitos anfitriões passados, presentes e futuros da Fênix. Jean — versões jovem e adulta — também é o único personagem a forçar a Fênix contra sua própria vontade cósmica de fazer qualquer coisa, enquanto atualmente não é um anfitriã de seus poderes. Em um caso, Jean arrancou à força a Fênix de Emma Frost e impôs seu status a si mesma. A jovem Jean foi capaz de manter sua psique ancorada na mente da Fênix pós-morte, apesar dos esforços da própria Fênix para removê-la à força depois que a assassinou. Jean então forçou a Fênix a ressuscitá-la depois de manipular a paisagem mental da Fênix contra ela.
Ao longo dos anos, as habilidades de Jean, enquanto ligadas à Força Fênix, variam, mas o Manual das Mulheres da Marvel: Celebrando Sete Décadas detalhou o que Jean é capaz como Fênix:

Enquanto capacitado pela Força Fênix, Grey tem total controle telecinético da matéria no nível molecular, permitindo que ela manipule estruturas atômicas em escala universal. Ela pode gerar qualquer forma de energia em quantidades aparentemente ilimitadas, bem como absorver energia de fontes tão grandes quanto uma supernova ou até converter sua forma física em energia pura e vice-versa. Ela também pode existir em praticamente qualquer ambiente sem causar danos e criar distorções de espaço/tempo para viajar pelo hiperespaço ou atravessar o fluxo de tempo, e suas habilidades telepáticas também são amplamente aprimoradas. Ao usar seu poder, a Força Fênix se manifestará em torno de Grey na forma de um pássaro de chama cósmica, o tamanho do pássaro varia com a quantidade de energia que ela está usando. [Essas chamas podem até se manifestar em situações aparentemente impossíveis, como o vácuo do espaço ou debaixo d'água. Aparentemente, esse fogo não requer oxigênio para queimar e queima tão intensamente que a matéria é consumida sem subprodutos, como cinzas. O fogo cósmico é uma pontuação literal ao propósito da Fênix de "queimar o que não funciona", além de ser descrita como "queimando mentiras e enganos".] A Força Fênix também pode ressuscitar os mortos sob algumas condições, e absorva a força da vida de outros seres sencientes para reforçar a sua.

A Força Fênix também parece tornar seu hospedeiro hostil e, pelo menos em algumas adaptações, aumenta a força física de seu avatar para níveis sobre-humanos; em certas encarnações, Jean, ou seja, enquanto atuava como Fênix Negra, parecia possuir algum nível de força sobre-humana.

#### Ressurreição
Por uma razão ou outra, Jean Grey (jovens e velhos), em mais de uma ocasião, ressuscitou repetidamente pela Fênix ou aparentemente por sua pura força de vontade sem a Fênix. Em algumas representações, essas ressurreições acontecem imediatamente depois que ela ou quem quer que esteja revivendo é morto, enquanto outras mostram que uma ressurreição deve ocorrer no momento "correto", às vezes levando um século. Durante o auge das guerras psicológicas, a jovem Jean conseguiu forçar a Força Fênix para restaurá-la à vida, apesar da inflexível determinação da Fênix em não fazê-lo, recriou completamente seu corpo depois que ele foi vaporizado. Algum tempo depois, depois que seu corpo foi dominado e completamente devorado por um venen, uma pequena parte da mente de Jean sobreviveu e, apesar de si mesma, foi capaz de infectar toda a Colmeia Venenosa e destruí-la de dentro para fora, subsequentemente usando nada além de sua mente para reconstruir seu corpo. Isso deixa Jean acreditando que ela pode nem ser mais humana. Esta não é a primeira vez que Jean ressuscita sem a Fênix; em um exemplo, ela foi capaz de ressuscitar completamente depois de estar clinicamente morta, completamente independente da Força Fênix.

### Habilidades diversas
Jean Grey é uma pilota treinada e combatente desarmada proficiente. Ela também possui algum grau de capacidade de ensino, experiência como modelo e treinamento em psicologia.

## Em outras mídias

### Televisão
- Em X-Men: Animated Series, desenho da década de 1990, Jean tem um papel muito importante, sendo membro fixo da equipe.
- Aparece também em flashbacks no episódio "A Origem do Homem-de-Gelo" de Os Superamigos do Aranha.
- Em X-Men: Evolution, Jean Grey é uma jogadora bonita e popular de futebol. No começo, por ser jovem, seus poderes são um pouco fracos. Já na terceira temporada seus poderes aumentam bastante, fazendo com que ela possa levantar um helicóptero sem dificuldades e ainda lutar contra a Mística assim a derrotando-a.
- Em Wolverine and the X-Men, Jean Grey e Charles Xavier desaparecem após uma explosão programada. Ao decorrer da temporada os X-Men encontram Jean sem memória no hospital. Nos últimos capítulos a Fênix é retirada dela temporariamente.
- No anime de 2011, Jean morreu no primeiro episódio, tanto que os sites descrevem o anime assim dizendo: Depois da morte de um de seus companheiros.... Jean morre como Fênix, aparentemente como se fosse da primeira vez.
- Em Iron Man - O Homem de Ferro, Jean aparece no episódio "X-Factor", onde foge de Magneto e adota o nome Annie Clermont.
- Em X-Men '97, é uma das principais personagens.

### Filmes

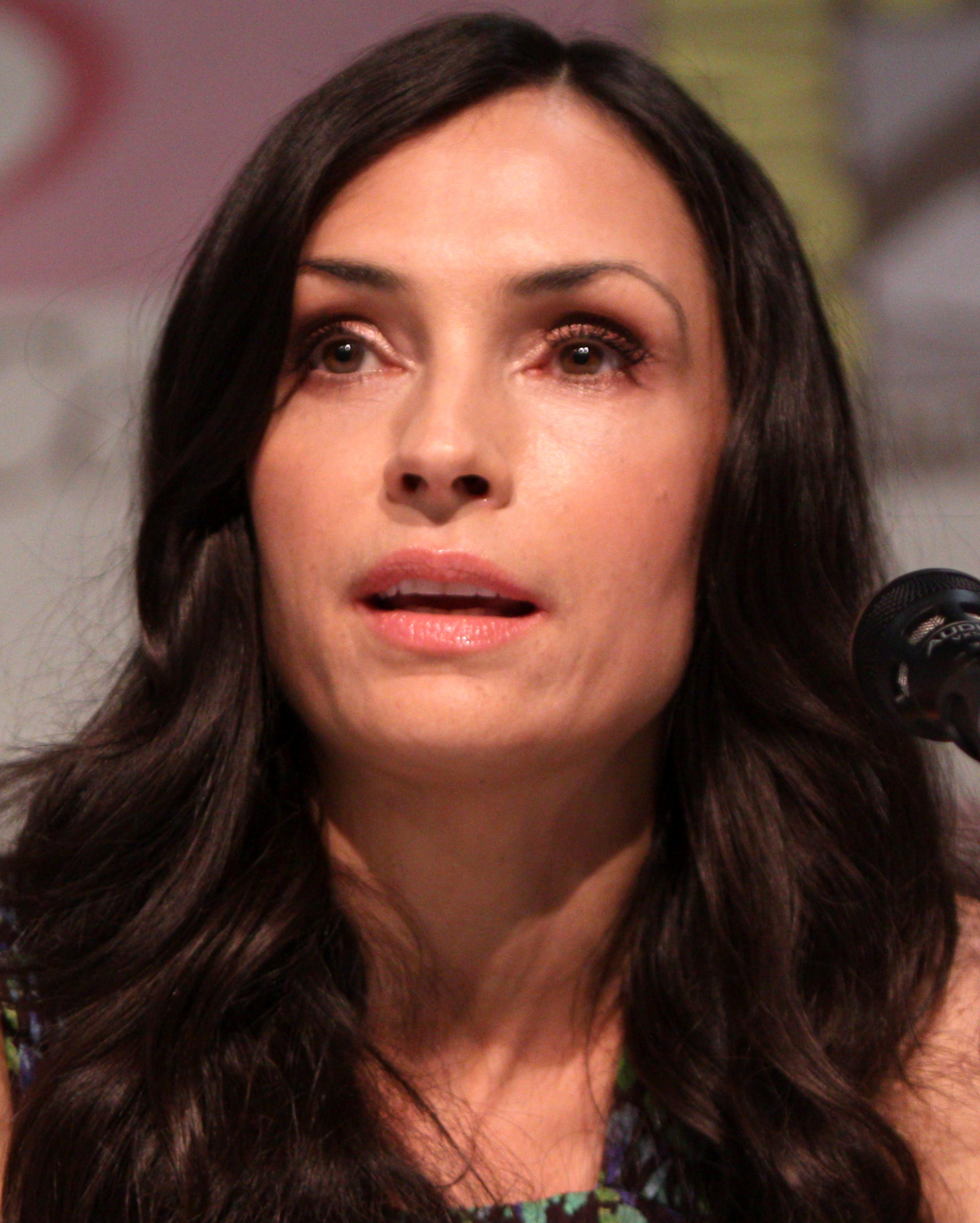
Famke Janssen em 2013

Jean Grey é interpretada pela atriz Famke Janssen em cinco filmes da série X-Men, sendo que foi protagonista nos três primeiros:
- Em X-Men, Jean é introduzida como médica no lugar de Hank McCoy, o Fera, tendo um relacionamento estável com Ciclope. Porém, o inevitável triângulo amoroso entre ela, Ciclope e Wolverine se faz presente. Seus poderes são fracos comparados a Charles Xavier, que está ensinando-a a desenvolvê-los.
- Em X-Men 2, no museu de ciências, Jean se expressa a Ciclope sobre seus frequentes pesadelos. Jean começa a mostrar sua outra personalidade quando o X-Jato é atacado por mísseis da Força Aérea dos Estados Unidos (os quais Jean consegue mover com sua telecinese) e também quando luta contra Ciclope, que estava sob o controle de William Stryker. Após a destruição no Lago Alkali, Jean sacrifica-se para salvar seus amigos de uma represa rompida. Seu poder alcança o nível máximo quando ela controla a água e começa a levantar o X-Jato do solo. No fim, sob o lago, mostra-se a sombra da Fênix onde Jean morreu.

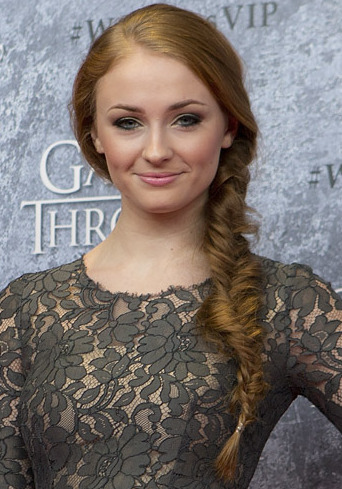
Sophie Turner em 2013

- Em X-Men 3: O Confronto Final, a morte de Jean ainda afeta Scott com muitos pesadelos. Ele retorna ao Lago Alkali, aonde Jean se levanta da água, viva. Os dois começam a se beijar, quando ocorre uma explosão. Não é explicado se Scott morre, porém, mais tarde Wolverine e Tempestade acham apenas o corpo de Jean no lago. Na enfermaria, Xavier explica que, desde criança, Jean detinha poderes além da sua imaginação. Temendo que Jean não pudesse controlar seus poderes, Xavier criou blocos psíquicos em sua mente para manter seus poderes fora do alcance. Em consequência disto, Jean desenvolveu uma segunda personalidade denominada Fênix. Quando a personalidade Fênix se manifesta, Jean fica com uma aparência diferente, seus olhos ficam negros (com grande quantidade de fogo em suas íris), seus cabelos ficam com um tom vermelho intenso e obscuro, e sua pele escurece tornando-se cheia de veias. Ao acordar, Jean desintegra Xavier e junta-se à Irmandade de Mutantes de Magneto. Durante o ataque a São Francisco, Jean se enfurece causando um grande Armagedom. Wolverine diz a Tempestade para fugir com os outros, afirmando ser ele o único que pode pará-la. Wolverine expressa seu amor a Jean e a apunhala com suas garras, fazendo assim a Fênix soltar um grande rugido e morrer junto com Jean.
- No filme Wolverine Imortal, Jean faz aparições nos sonhos de Logan, e no final, ela aparece para ele mentalmente na Sala Incandescente.
- Em X-Men: Dias de um Futuro Esquecido, Logan consegue reverter os eventos futuros dos mutantes. Alterando os fatos de X-Men 2 e X-Men: O Confronto Final, Logan consegue retornar a consciência e avista Jean encostada na entrada da sala de Charles, no final do filme. Eles tem um breve momento de diálogo, até Scott interrompê-los.
- Em X-Men: Apocalipse, Jean teve sua versão jovem interpretada pela atriz Sophie Turner.[50] Nesse mesmo filme, seus poderes são levados um pouco mais a fundo, e, durante a luta contra Apocalipse, temos a aparição da Força Fênix.
- Turner retornou em X-Men: Fênix Negra como Jean novamente. Como o nome sugere, Jean torna-se a Fênix Negra no filme, na nova abordagem da saga de mesmo nome.[51]

### Videogames
- É uma personagem jogável em X-Men II: The Fall of the Mutants, para PC.
- É personagem suporte no jogo X-Men, lançado para Sega Genesis. Jean Grey tem a habilidade de levitar o personagem quando ele cai em algum buraco.
- É uma personagem jogável no jogo X-Men: Gamemaster’s Legacy, para Game Gear.
- É uma personagem jogável nos jogos X-Men Mutant Academy e X-Men Mutant Academy 2.
- É uma personagem jogável em X-Men: Next Dimension.
- É uma personagem jogável nos jogos X-Men Legends e X-Men Legends II: Rise of Apocalypse.
- É uma personagem de apoio no RPG Marvel: Ultimate Alliance, para Game Boy Advance, mas é jogável apenas no PC e nos seguintes jogos da trilogia: Marvel: Ultimate Alliance 2 e Marvel Ultimate Alliance 3: The Black Order.
- É uma personagem jogável em Marvel Super Hero Squad Online, para PC.
- É uma personagem jogável no RPG Marvel: Avengers Alliance.
- É uma personagem jogável no jogo Lego Marvel Super Heroes. É jogável também na versão mobile: Lego Marvel Super Heroes: Universe in Peril.
- É uma personagem jogável no jogo Marvel vs. Capcom 3: Fate of Two Worlds, para Xbox 360 e PlayStation 3.
- É uma personagem jogável em Marvel Heroes Online, para PC.
- É uma personagem jogável no jogo Marvel Puzzle Quest, para Android e iOS.
- É uma personagem jogável no jogo Marvel Contest of Champions, para Android e iOS.
- É uma personagem jogável no RPG Marvel: Future Fight, para Android e iOS.
- É uma personagem lendária jogável no jogo Marvel Strike Force, para Android e iOS.
- Está presente no jogo Marvel Snap, para Android e iOS, como uma das cartas jogáveis.